# Samtgemeinde Thedinghausen
Samtgemeinde Thedinghausen er den eneste Samtgemeinde i Landkreis Verden i den tyske delstat Niedersachsen.

## Geografi
Samtgemeinden ligger sydvest for floden Weser.
Indtil 1972 var samtgemeindens kommuner en eksklave af den daværende Landkreis Braunschweig (de).

## Inddeling
Der er fire kommuner i samtgemeinden:
- Thedinghausen (administrationsby) med landsbyerne Ahsen-Oetzen, Beppen, Dibbersen, Donnerstedt, Eißel, Holtorf, Horstedt, Lunsen, Morsum, Oenigstedt, Werder og Wulmstorf.
- Blender med landsbyerne Adolfshausen, Amedorf, Einste, Gahlstorf, Hiddestorf, Holtum, Intschede, Oiste, Reer, Ritzenbergen, Seestedt, Varste og Winkel
- Emtinghausen med landsbyen Bahlum
- Riede med landsbyerne Felde og Heiligenbruch.